# Eugène Dandiran
Jean Jaques Eugène Dandiran (* 15. August 1825 in Paris; † 7. März 1912 in Lausanne) war ein Schweizer Geistlicher und Hochschullehrer.

## Leben

### Familie
Eugène Dandiran war der Sohn von Alexandre-Pierre-Ursule Dandiran (1764–1846), Kaufmann in Bordeaux, Paris und St. Petersburg, und dessen Ehefrau Jeanne-Louise (geb. Vignier) (1793–1874). Er hatte noch einen Bruder aus der ersten Ehe seines Vaters mit Anne Marie Dejan-Balguerie:
- Frédéric-François d'Andiran (* 8. Mai 1802 in Bordeaux; † 3. Juni 1876 in Lausanne)[3], Maler.[4][5]

Er war seit dem 16. September 1853 mit Elisabeth (* 30. September 1833 in Chancy; † 18. Mai 1866), Tochter des Pfarrers Jean-Louis Claparède (1796–1875), verheiratet; sie war die Schwester des Insektenforschers René-Édouard Claparède und des Pfarrers Théodore Claparède (1828–1888).
In zweiter Ehe heiratete er am 23. Juni 1868 Emma, Tochter des Théodore Piguet; sie hatten fünf Kinder.

### Werdegang
Eugène Dandiran immatrikulierte sich 1846 zu einem Theologiestudium an der Académie de Genève und beendete dieses 1850; im gleichen Jahr erfolgte seine Ordination.
In der Zeit von 1851 bis 1853 verkündete er das Evangelium in Elbeuf in der Normandie.
Von 1854 bis 1858 war er Pfarrer in Jussy, bevor er 1858 Lehrer an der Theologischen Schule der evangelischen Gesellschaft von Genf wurde.
1869 erhielt er seine Berufung als Professor für Historische Theologie und Symbolik an die Académie de Lausanne und blieb bis zu seinem Tod in diesem Lehramt; in dieser Zeit unterrichtete er von 1871 bis 1905 auch Philosophie am Gymnasium Lausanne, deren Rektor er 1884 wurde.

### Berufliches und Geistliches Wirken
Eugène Dandiran gründete und leitete gemeinsam mit Jean-Frédéric Astié von 1868 bis 1878 die Revue de théologie et de philosophie, deren Zweck hauptsächlich der Dialog zwischen den beiden Disziplinen Theologie und Philosophie war.
Gemeinsam mit Arnold Reymond und René Guisan, beide Anhänger der Freikirche, prägte er die Theologengeneration, die im Kanton Waadt ab 1900 wirkte.

## Ehrungen und Auszeichnungen
- Die Universität Genf ernannte Eugène Dandiran 1894 zum Dr. h. c.

## Schriften (Auswahl)
- Qu'est-ce que l'apologétique?: dissertation présentée à la Vénérable compagnie des pasteurs. Genève: Fick, 1860.